# Campionat d'Europa de bàsquet masculí de 1951
L'edició VII del Campionat d'Europa de bàsquet masculí se celebrà a França del 3 de maig al 12 de maig del 1951 a la ciutat de París. El campionat comptà amb la participació de 18 seleccions nacionals.

## Grups
Els divuit equips participants foren dividits en quatre grups de la forma següent:
| Grup A        | Grup B         | Grup C   | Grup D         |
| ------------- | -------------- | -------- | -------------- |
| França        | Dinamarca      | Bulgària | Bèlgica        |
| Itàlia        | Finlàndia      | Grècia   | RFA            |
| Luxemburg     | Àustria        | Portugal | Escòcia        |
| Països Baixos | Unió Soviètica | Romania  | Txecoslovàquia |
| Suïssa        | Turquia        |          |                |

## Primera fase

### Grup A
| Equip         | J | G | P | T+  | T-  | DT   | PTS |
| ------------- | - | - | - | --- | --- | ---- | --- |
| Itàlia        | 4 | 3 | 1 | 233 | 132 | +101 | 7   |
| França        | 4 | 3 | 1 | 232 | 146 | +86  | 7   |
| Països Baixos | 4 | 3 | 1 | 172 | 177 | -5   | 7   |
| Suïssa        | 4 | 1 | 3 | 180 | 214 | -34  | 5   |
| Luxemburg     | 4 | 0 | 4 | 114 | 262 | -148 | 4   |

#### Resultats[2]
| Data     | Partit        | Partit | Partit        | Resultat |
| -------- | ------------- | ------ | ------------- | -------- |
| 03.05.51 | França        | -      | Itàlia        | 49-37    |
| 03.05.51 | Suïssa        | -      | Països Baixos | 44-48    |
| 04.05.51 | Itàlia        | -      | Països Baixos | 53-28    |
| 04.05.51 | França        | -      | Luxemburg     | 72-26    |
| 05.05.51 | Itàlia        | -      | Suïssa        | 67-35    |
| 05.05.51 | Luxemburg     | -      | Països Baixos | 32-46    |
| 06.05.51 | Països Baixos | -      | França        | 50-48    |
| 06.05.51 | Luxemburg     | -      | Suïssa        | 36-68    |
| 07.05.51 | Luxemburg     | -      | Itàlia        | 20-76    |
| 07.05.51 | França        | -      | Suïssa        | 63-33    |

### Grup B
| Equip          | J | G | P | T+  | T-  | DT   | PTS |
| -------------- | - | - | - | --- | --- | ---- | --- |
| Unió Soviètica | 4 | 4 | 0 | 312 | 117 | +195 | 8   |
| Turquia        | 4 | 3 | 1 | 227 | 154 | +73  | 7   |
| Finlàndia      | 4 | 2 | 2 | 175 | 180 | -5   | 6   |
| Àustria        | 4 | 1 | 3 | 112 | 200 | -88  | 5   |
| Dinamarca      | 4 | 0 | 4 | 94  | 269 | -175 | 4   |

#### Resultats
| Data     | Partit         | Partit | Partit         | Resultat |
| -------- | -------------- | ------ | -------------- | -------- |
| 03.05.51 | Dinamarca      | -      | Unió Soviètica | 13-109   |
| 03.05.51 | Àustria        | -      | Finlàndia      | 27-53    |
| 04.05.51 | Àustria        | -      | Turquia        | 18-50    |
| 04.05.51 | Finlàndia      | -      | Unió Soviètica | 36-74    |
| 05.05.51 | Finlàndia      | -      | Dinamarca      | 44-19    |
| 05.05.51 | Unió Soviètica | -      | Turquia        | 58-34    |
| 06.05.51 | Turquia        | -      | Dinamarca      | 83-36    |
| 06.05.51 | Unió Soviètica | -      | Àustria        | 71-34    |
| 07.05.51 | Dinamarca      | -      | Àustria        | 26-33    |
| 07.05.51 | Turquia        | -      | Finlàndia      | 60-42    |

### Grup C
| Equip    | J | G | P | T+  | T-  | DT  | PTS |
| -------- | - | - | - | --- | --- | --- | --- |
| Bulgària | 3 | 3 | 0 | 147 | 70  | +77 | 6   |
| Grècia   | 3 | 2 | 1 | 121 | 103 | +18 | 5   |
| Portugal | 3 | 1 | 2 | 69  | 158 | -89 | 4   |
| Romania  | 3 | 0 | 3 | 0   | 6   | -6  | 3   |

#### Resultats
| Data     | Partit   | Partit | Partit   | Resultat |
| -------- | -------- | ------ | -------- | -------- |
| 04.05.51 | Portugal | -      | Grècia   | 35-81    |
| --.--.-- | Bulgària | -      | Romania  | 2-0      |
| 06.05.51 | Grècia   | -      | Bulgària | 38-68    |
| --.--.-- | Portugal | -      | Romania  | 2-0      |
| 07.05.51 | Bulgària | -      | Portugal | 77-32    |
| --.--.-- | Grècia   | -      | Romania  | 2-0      |

La selecció de Romania no es va presentar als partits i fou classificada en el 18è i últim lloc. Tots els partits que havia de jugar foren computats com a derrotes amb un resultat de 2-0.

### Grup D
| Equip          | J | G | P | T+  | T-  | DT   | PTS |
| -------------- | - | - | - | --- | --- | ---- | --- |
| Bèlgica        | 3 | 3 | 0 | 208 | 81  | +127 | 6   |
| Txecoslovàquia | 3 | 2 | 1 | 203 | 99  | +104 | 5   |
| RFA            | 3 | 1 | 2 | 117 | 157 | -40  | 4   |
| Escòcia        | 3 | 0 | 3 | 68  | 259 | -191 | 3   |

#### Resultats
| Data     | Partit         | Partit | Partit         | Resultat |
| -------- | -------------- | ------ | -------------- | -------- |
| 04.05.51 | RFA            | -      | Bèlgica        | 18-70    |
| 04.05.51 | Escòcia        | -      | Txecoslovàquia | 18-103   |
| 05.05.51 | Txecoslovàquia | -      | Bèlgica        | 38-51    |
| 06.05.51 | Txecoslovàquia | -      | RFA            | 62-30    |
| 06.05.51 | Bèlgica        | -      | Escòcia        | 87-25    |
| 07.05.51 | Escòcia        | -      | RFA            | 25-69    |

### Repesca
A causa de la retirada de Romania, es disputà un partit de repesca entre els últims classificats de cada grup. El guanyador es classificava per la ronda de consolació i el perdedor es classificava amb el 17è lloc.
| Data     | Partit    | Partit | Partit    | Resultat |
| -------- | --------- | ------ | --------- | -------- |
| 07.05.51 | Luxemburg | -      | Dinamarca | 45-46    |

## Segona fase (del 9è al 16è lloc)

### Grup 1
| Equip    | J | G | P | T+  | T-  | DT  | PTS |
| -------- | - | - | - | --- | --- | --- | --- |
| Àustria  | 3 | 3 | 0 | 118 | 112 | +16 | 6   |
| RFA      | 3 | 1 | 2 | 132 | 129 | +3  | 4   |
| Suïssa   | 3 | 1 | 2 | 134 | 136 | -2  | 4   |
| Portugal | 3 | 1 | 2 | 122 | 139 | -17 | 4   |

#### Resultats
| Data     | Partit   | Partit | Partit   | Resultat |
| -------- | -------- | ------ | -------- | -------- |
| 08.05.51 | Portugal | -      | Àustria  | 31-43    |
| 08.05.51 | Suïssa   | -      | RFA      | 51-48    |
| 09.05.51 | Suïssa   | -      | Àustria  | 34-36    |
| 09.05.51 | RFA      | -      | Portugal | 47-39    |
| 10.05.51 | Àustria  | -      | RFA      | 39-37    |
| 10.05.51 | Suïssa   | -      | Portugal | 49-52    |

### Grup 2
| Equip         | J | G | P | T+  | T-  | DT  | PTS |
| ------------- | - | - | - | --- | --- | --- | --- |
| Finlàndia     | 3 | 3 | 0 | 201 | 119 | +82 | 6   |
| Països Baixos | 3 | 2 | 1 | 162 | 111 | +51 | 5   |
| Dinamarca     | 3 | 1 | 2 | 99  | 158 | -59 | 4   |
| Escòcia       | 3 | 0 | 3 | 101 | 175 | -74 | 3   |

#### Resultats
| Data     | Partit        | Partit | Partit        | Resultat |
| -------- | ------------- | ------ | ------------- | -------- |
| 08.05.51 | Escòcia       | -      | Finlàndia     | 32-73    |
| 08.05.51 | Dinamarca     | -      | Països Baixos | 17-55    |
| 09.05.51 | Dinamarca     | -      | Finlàndia     | 35-62    |
| 09.05.51 | Països Baixos | -      | Escòcia       | 55-28    |
| 10.05.51 | Finlàndia     | -      | Països Baixos | 66-52    |
| 10.05.51 | Dinamarca     | -      | Escòcia       | 47-41    |

## Segona fase (del 1r al 8è lloc)

### Grup 1
| Equip    | J | G | P | T+  | T-  | DT  | PTS |
| -------- | - | - | - | --- | --- | --- | --- |
| França   | 3 | 2 | 1 | 149 | 140 | +9  | 5   |
| Bulgària | 3 | 2 | 1 | 152 | 142 | +10 | 5   |
| Turquia  | 3 | 2 | 1 | 125 | 124 | +1  | 5   |
| Bèlgica  | 3 | 0 | 3 | 122 | 142 | -20 | 3   |

#### Resultats
| Data     | Partit   | Partit | Partit   | Resultat |
| -------- | -------- | ------ | -------- | -------- |
| 08.05.51 | França   | -      | Bèlgica  | 53-49    |
| 08.05.51 | Bulgària | -      | Turquia  | 52-45    |
| 09.05.51 | Bèlgica  | -      | Bulgària | 41-51    |
| 09.05.51 | França   | -      | Turquia  | 40-42    |
| 10.05.51 | Turquia  | -      | Bèlgica  | 38-32    |
| 10.05.51 | França   | -      | Bulgària | 56-49    |

### Grup 2
| Equip          | J | G | P | T+  | T-  | DT  | PTS |
| -------------- | - | - | - | --- | --- | --- | --- |
| Unió Soviètica | 3 | 3 | 0 | 175 | 121 | +54 | 6   |
| Txecoslovàquia | 3 | 2 | 1 | 157 | 127 | +30 | 5   |
| Itàlia         | 3 | 1 | 2 | 140 | 177 | -37 | 4   |
| Grècia         | 3 | 0 | 3 | 133 | 180 | -47 | 3   |

#### Resultats
| Data     | Partit         | Partit | Partit         | Resultat |
| -------- | -------------- | ------ | -------------- | -------- |
| 08.05.51 | Txecoslovàquia | -      | Unió Soviètica | 37-53    |
| 08.05.51 | Grècia         | -      | Itàlia         | 51-64    |
| 09.05.51 | Grècia         | -      | Unió Soviètica | 42-64    |
| 09.05.51 | Itàlia         | -      | Txecoslovàquia | 34-66    |
| 10.05.51 | Unió Soviètica | -      | Itàlia         | 60-42    |
| 10.05.51 | Grècia         | -      | Txecoslovàquia | 40-54    |

## Fase final

### Eliminatòries del 1r al 4t lloc
|  | Semifinals     | Semifinals     |    |            | Final          | Final |
|  |                |                |    |            |                |       |
|  | 11 de maig     |                |    |            |                |       |
|  | França         | 50             |    |            |                |       |
|  | Txecoslovàquia | 59             |    |            |                |       |
|  |                |                |    |            |                |       |
|  |                |                |    |            | 12 de maig     |       |
|  |                |                |    |            | Txecoslovàquia | 44    |
|  |                | Unió Soviètica | 45 |            |                |       |
|  |                |                |    |            |                |       |
|  |                |                |    |            |                |       |
|  |                |                |    |            | Tercer lloc    |       |
|  | 11 de maig     | 11 de maig     |    | 12 de maig | 12 de maig     |       |
|  | Unió Soviètica | 72'            |    | França     | 55             |       |
|  | Bulgària       | 54             |    |            | Bulgària       | 52    |

### Eliminatòries del 5è al 8è lloc
|  | Semifinals | Semifinals |    |            | Final       | Final |
|  |            |            |    |            |             |       |
|  | 11 de maig |            |    |            |             |       |
|  | Turquia    | 42         |    |            |             |       |
|  | Grècia     | 36         |    |            |             |       |
|  |            |            |    |            |             |       |
|  |            |            |    |            | 12 de maig  |       |
|  |            |            |    |            | Turquia     | 38    |
|  |            | Itàlia     | 43 |            |             |       |
|  |            |            |    |            |             |       |
|  |            |            |    |            |             |       |
|  |            |            |    |            | Tercer lloc |       |
|  | 11 de maig | 11 de maig |    | 12 de maig | 12 de maig  |       |
|  | Itàlia     | 48         |    | Grècia     | 28          |       |
|  | Bèlgica    | 36         |    |            | Bèlgica     | 39    |

### Eliminatòries del 9è al 12è lloc
|  | Semifinals    | Semifinals |    |            | Final         | Final |
|  |               |            |    |            |               |       |
|  | 11 de maig    |            |    |            |               |       |
|  | Àustria       | 28         |    |            |               |       |
|  | Països Baixos | 44         |    |            |               |       |
|  |               |            |    |            |               |       |
|  |               |            |    |            | 12 de maig    |       |
|  |               |            |    |            | Països Baixos | 52    |
|  |               | Finlàndia  | 57 |            |               |       |
|  |               |            |    |            |               |       |
|  |               |            |    |            |               |       |
|  |               |            |    |            | Tercer lloc   |       |
|  | 11 de maig    | 11 de maig |    | 12 de maig | 12 de maig    |       |
|  | Finlàndia     | 67         |    | Àustria    | 51            |       |
|  | RFA           | 56         |    |            | RFA           | 49    |

### Eliminatòries del 13è al 16è lloc
|  | Semifinals | Semifinals |    |            | Final       | Final |
|  |            |            |    |            |             |       |
|  | 11 de maig |            |    |            |             |       |
|  | Suïssa     | 68         |    |            |             |       |
|  | Escòcia    | 19         |    |            |             |       |
|  |            |            |    |            |             |       |
|  |            |            |    |            | 12 de maig  |       |
|  |            |            |    |            | Suïssa      | 54    |
|  |            | Dinamarca  | 22 |            |             |       |
|  |            |            |    |            |             |       |
|  |            |            |    |            |             |       |
|  |            |            |    |            | Tercer lloc |       |
|  | 11 de maig | 11 de maig |    | 12 de maig | 12 de maig  |       |
|  | Dinamarca  | 46         |    | Escòcia    | 42          |       |
|  | Portugal   | 39         |    |            | Portugal    | 49    |

## Medaller
|                |                |        |
| Unió Soviètica | Txecoslovàquia | França |

## Classificació final[3]
| 1. - Unió Soviètica |
| 2. - Txecoslovàquia |
| 3. - França         |
| 4. - Bulgària       |
| 5. - Itàlia         |
| 6. - Turquia        |
| 7. - Bèlgica        |
| 8. - Grècia         |
| 9. - Finlàndia      |
| 10. - Països Baixos |
| 11. - Àustria       |
| 12. - RFA           |
| 13. - Suïssa        |
| 14. - Dinamarca     |
| 15. - Portugal      |
| 16. - Escòcia       |
| 17. - Luxemburg     |
| 18. - Romania       |

## Trofeus individuals

### Millor jugador (MVP)[4]
| MVP                        |
| Txecoslovàquia Ivan Mrazek |

### Màxims anotadors del campionat
|   | Jugador                         | Punts per partit | Punts | Partits jugats |
| - | ------------------------------- | ---------------- | ----- | -------------- |
| 1 | Txecoslovàquia Ivan Mrazek      | 17,1             | 137   | 8              |
| 2 | Unió Soviètica Stiepas Butautas | 15,9             | 127   | 8              |
| 3 | Unió Soviètica Otar Korkia      | 13,8             | 111   | 8              |
| 4 | Txecoslovàquia Jaroslav Sip     | 12,6             | 88    | 7              |
| 5 | Txecoslovàquia Jan Kozak        | 12,5             | 100   | 8              |

## Plantilla dels 4 primers classificats
Medalla d'or: Unió Soviètica Otar Korkia, Stepas Butautas, Joann Lõssov, Anatoly Konev, Ilmar Kullam, Heino Kruus, Alexander Moiseev, Justinas Lagunavičius, Anatoly Belov, Vasili Kolpakov, Yuri Larionov, Evgeni Nikitin, Viktor Vlasov, Oleg Mamontov (Entrenador: Stepan Spandarian)
Medalla d'argent: Txecoslovàquia Ivan Mrázek, Jiri Baumruk, Zdenek Bobrovsky, Miroslav Skerik, Jaroslav Sip, Jan Kozak, Miroslav Baumruk, Karel Belohradsky, Miroslav Dostal, Jindrich Kinsky, Zoltan Krenicky, Jiri Matousek, Milos Nebuchla, Arnost Novak, Karel Sobota, Zdenek Rylich, Stanislav Vykydal (Entrenador: Josef Andrle)
Medalla de bronze: França André Buffière, René Chocat, Jacques Dessemme, Louis Devoti, Jacques Freimuller, Robert Guillin, Robert Monclar, Marc Peironne, Marc Quiblier, Jean-Pierre Salignon, Pierre Thiolon, André Vacheresse, Jean Perniceni, Justy Specker (Entrenador: Robert Busnel)
Quart lloc: Bulgària Georgi Georgiev, Stefan Bankov, Nejcho Nejchev, Vladimir Slavov, Ilija Asenov, Petar Shishkov, Kiril Semov, Konstantin Totev, Anton Kuzov, Gencho Rashkov, Ivan Vladimirov, Dimitar Popov, Metodi Tomovski (Entrenador: Veselin Temkov)